# Nabierieżnyj (obwód czelabiński)
Nabierieżnyj (ros. Набережный) – osiedle w Rosji, w obwodzie czelabińskim, w rejonie nagajbackim. W 2021 liczyło 71 mieszkańców.